# Ponce Inlet
Ponce Inlet és una població dels Estats Units a l'estat de Florida. Segons el cens del 2000 tenia 2.513 habitants.

## Demografia
Segons el cens del 2000, Ponce Inlet tenia 2.513 habitants, 1.206 habitatges, i 883 famílies. La densitat de població era de 224,1 habitants/km².
Dels 1.206 habitatges en un 11,9% hi vivien nens de menys de 18 anys, en un 65,9% hi vivien parelles casades, en un 5,1% dones solteres, i en un 26,7% no eren unitats familiars. En el 21,9% dels habitatges hi vivien persones soles el 10,1% de les quals corresponia a persones de 65 anys o més que vivien soles. El nombre mitjà de persones vivint en cada habitatge era de 2,08 i el nombre mitjà de persones que vivien en cada família era de 2,38.
Per edats la població es repartia de la següent manera: un 10,1% tenia menys de 18 anys, un 3,2% entre 18 i 24, un 15,6% entre 25 i 44, un 38,2% de 45 a 60 i un 32,9% 65 anys o més.
L'edat mediana era de 57 anys. Per cada 100 dones de 18 o més anys hi havia 93,3 homes.
La renda mediana per habitatge era de 52.112 $ i la renda mediana per família de 58.828 $. Els homes tenien una renda mediana de 42.188 $ mentre que les dones 31.989 $. La renda per capita de la població era de 36.518 $. Entorn del 3,7% de les famílies i el 5,1% de la població estaven per davall del llindar de pobresa.

## Poblacions més properes
El següent diagrama mostra les poblacions més properes.